# Gildbrug
De Gildbrug is een brug over de Biltsche Grift in de Nederlandse stad Utrecht.
De brug bestond reeds in de 13e eeuw. Gaandeweg is ze diverse keren vernieuwd. In 1897 werd de Gildbrug een halteplaats van de nieuwe tramlijn Utrecht - Zeist. In 1949 werd de tram vervangen door busvervoer. Anno 2021 loopt er een HOV-busbaan in de Biltstraat die over deze brug voert. Op de brug ligt daarin de halteplaats Oorsprongpark. De zuidelijke brugleuning loopt langs de Biltsche Grift over een afstand van zo'n 200 meter door tot aan de Museumbrug.

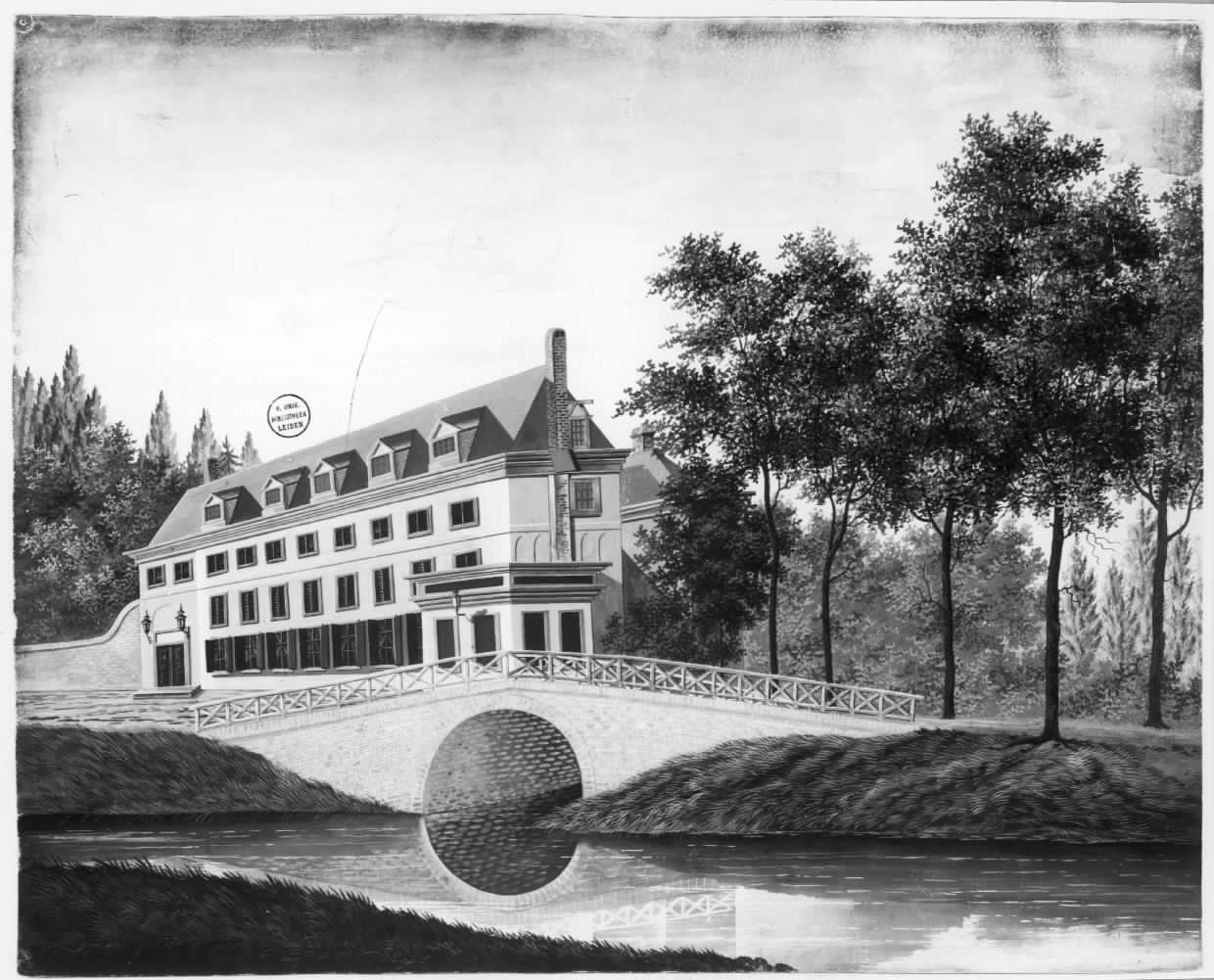
De Gildbrug omstreeks 1835. In de achtergrond de buitenplaats Gildestein.